# Oserian Football Club
El Oserian Football Club és un club de futbol kenyà de la ciutat de Naivasha.
Fou conegut com a Oserian Fastac FC.

## Palmarès
- Campionat de Kenya de Futbol:[3]

2001, 2002